# Pokémon Scarlet e Violet
Pokémon Scarlet (ポケットモンスター スカーレット, Poketto Monsutā Sukāretto, Monstros de Bolso Escarlate) e Pokémon Violet (ポケットモンスター バイオレット, Poketto Monsutā Baioretto, Monstros de Bolso Violeta) são dois jogos eletrônicos de RPG desenvolvidos pela Game Freak e publicados pela Nintendo e The Pokémon Company. Anunciados em fevereiro de 2022, são os primeiros títulos da nona geração da série de jogos Pokémon. Foram lançados em 18 de novembro de 2022 para Nintendo Switch.
Ao contrário dos jogos anteriores da franquia Pokémon, Scarlet e Violet se passa em um mundo aberto, semelhante ao Pokémon Legends: Arceus. O jogo se passa na região de Paldea, localizada na Península Ibérica. Existem três histórias separadas nas quais os jogadores podem participar. Scarlet e Violet apresenta 103 novos Pokémon, juntamente com 4 novas formas regionais, e o fenômeno Terastal, que permite que um Pokémon se transforme em seu exclusivo Tipo Tera. O jogo também mantém recursos de jogos Pokémon modernos anteriores, incluindo grandes áreas abertas e Pokémon que aparecem no mundo exterior.
Scarlet e Violet receberam críticas mistas dos críticos. Os jogos foram elogiados por sua fórmula de mundo aberto e narrativa, enquanto seus problemas gráficos e técnicos no lançamento receberam críticas negativas. Os jogos venderam mais de 10 milhões de unidades nos primeiros três dias, tornando-os o maior lançamento da Nintendo de todos os tempos na época. No final de 2022, eles venderam mais de 20 milhões de cópias combinadas, tornando-os o quarto jogo Pokémon mais vendido de todos os tempos.

## Jogabilidade
Scarlet e Violet seguem em grande parte a mesma estrutura de jogo básica dos jogos anteriores de Pokémon, onde os jogadores obtêm criaturas conhecidas como Pokémon, principalmente por meio da captura e troca e as usam para explorar o mundo e lutar contra outros treinadores Pokémon. No entanto, um novo recurso foi adicionado que permite aos jogadores escolher lutar contra treinadores nos caminhos.
Scarlet e Violet têm mundos abertos, que incluem áreas urbanas e áreas selvagens abertas sem fronteiras entre os dois, ao contrário dos capítulos anteriores da série Pokémon. Além disso, a progressão nos jogos fica a cargo dos jogadores, com três rotas disponíveis para escolher, e os objetivos dentro das rotas podem ser feitos em qualquer ordem.
O jogo apresenta três novos Pokémon iniciais: Sprigatito, Fuecoco e Quaxly; e dois novos Pokémon lendários, Koraidon e Miraidon. Para auxiliar na viagem, Koraidon ou Miraidon podem ser usados para atravessar o ambiente. Uma mecânica chamada "Let's Go" permitirá ao jogador enviar um Pokémon para percorrer o mundo superior e lutar automaticamente contra Pokémon selvagens. Além disso, o jogo cooperativo com até três outros jogadores está incluído.
Scarlet e Violet introduzem o fenômeno Terastal (テラスタル, Terastal), que dá ao Pokémon uma aparência cristalina, além de alterar o tipo de um Pokémon para corresponder ao "Tipo Tera" desse Pokémon, além de desbloquear movimentos especiais como Tera Blast, que, quando usado por um Pokémon Terastallizado, torna-se um movimento do mesmo tipo que o Tipo Tera do Pokémon.

## Sinopse

### Cenário

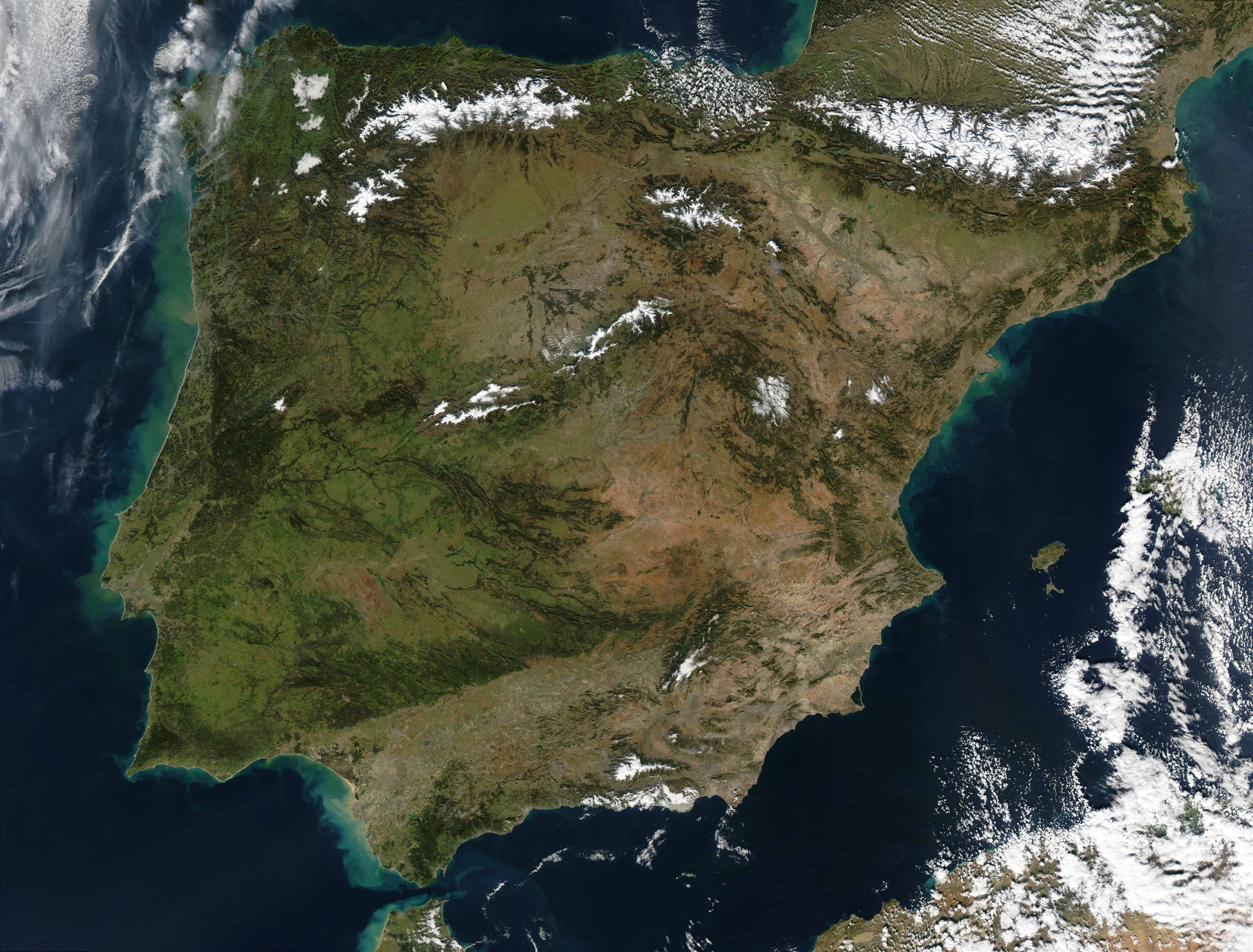
A Península Ibérica consiste principalmente em Espanha e Portugal, que inspiraram fortemente o design da região de Paldea.

Pokémon Scarlet e Violet são ambientados na região de Paldea do universo de Pokémon, que parece ser vagamente baseado na Península Ibérica. A região apresenta diversas paisagens, incluindo lagos, terrenos baldios e cadeias de montanhas. Uma grande cratera, chamada de Grande Cratera de Paldea, fica no centro da região, formada pela queda de um meteorito séculos antes dos eventos do jogo. Dentro da Cratera há uma área chamada Área Zero, onde o fenômeno Terrastal foi descoberto pela primeira vez. A região é dividida em 20 áreas diferentes; seis localizadas no sul, três localizadas no leste, quatro localizadas no oeste e sete localizadas no norte. As áreas diferem em Pokémon, algumas apenas ligadas a partes específicas da região. Pequenas ilhas e formações rochosas estão espalhadas pelos lagos e bordas da região.

### História
Em Scarlet e Violet, o jogador frequenta a Academia Naranja ou Uva. A academia realiza uma "Caça ao Tesouro" anual, na qual os alunos são incentivados a buscar algo que valorizam explorando a região. Depois de encontrar o lendário Pokémon Koraidon ou Miraidon, que se junta e auxilia o jogador apesar de ter perdido sua capacidade de batalha, o jogador é encorajado a participar de três histórias: Victory Road, Starfall Street e Path of Legends.
Em Victory Road, Nemona—a treinadora classificada como Campeã que rivaliza com o jogador, frequentemente lutando contra eles ao longo de sua jornada—pede que eles completem todos os oito Ginásios Pokémon da região de Paldea. Depois de derrotar os líderes de cada Ginásio, eles podem alcançar o posto de Campeão ao derrotar a Elite dos Quatro e a Campeã Geeta da região. Depois de se tornar campeão, Nemona desafia o jogador para uma batalha final.
Starfall Street começa depois que o jogador ajuda a tímida estudante Penny a enfrentar o Team Star, um grupo responsável pelo bullying na academia, quando Cassiopeia—a fundadora do Team Star e a identidade secreta de Penny—os alista na "Operação Starfall", que visa force o Team Star a se desfazer ao derrotar todos os cinco chefes de esquadrão, tirando-os de sua autoridade dentro do grupo. Eles são assistidos pelo diretor da academia Clavell, que pretende descobrir as origens do Equipe Star disfarçado de aluno chamado Clive, e Penny, que deseja monitorar o jogador pessoalmente além de guiá-lo como Cassiopeia. Eles descobrem que o Team Star foi fundado para combater o bullying, em vez de causá-lo, e eles confrontaram seus agressores dezoito meses antes, fazendo com que os agressores desistissem e vários membros da equipe da academia renunciassem. Depois de derrotar todos os chefes de esquadrão, Penny encontra o jogador no pátio da escola para revelar sua identidade e desafiá-los para uma batalha. Após sua derrota, Clavell remove seu disfarce e oferece as pazes com o Team Star, embora sujeite seus membros a serviços comunitários como punição por várias violações.
Arven, com o objetivo de localizar as cinco lendárias Herba Mystica, pede ao jogador que se junte a elas na história do Path of Legends. Para obter cada Herba Mystica, o jogador e Arven devem se unir para derrotar um "Pokémon Titã"—um Pokémon anormalmente grande alimentado pela Herba Mystica. Arven deseja usar a Herba Mystica para restaurar a saúde de seu animal de estimação Mabosstiff, que foi ferido por um Pokémon na Área Zero—o local de trabalho de seu pai e sua mãe, a Professora Sada ou o Professor Turo. Depois de derrotar todos os cinco Titãs, Arven e o jogador usam a Herba Mystica para restaurar a saúde de Mabosstiff e recuperar os poderes perdidos de Koraidon/Miraidon. Arven então desafia o jogador para uma batalha final, antes de ser chamado pelo professor para ir para a Área Zero com o Livro Escarlate ou Violeta. No entanto, Arven decide que eles devem recrutar mais aliados antes de viajar para a Área Zero.
Depois de escolher Nemona e Penny para obter ajuda, Arven e o jogador partiram em direção ao Laboratório Zero, o laboratório do professor na Área Zero. Lá dentro, eles encontram Pokémon Paradox—parentes biológicos de Pokémon existentes do passado antigo ou do futuro distante. Ao chegar ao laboratório, o professor se revela um substituto de IA do verdadeiro professor, que foi morto em um incidente de laboratório algum tempo antes dos eventos do jogo. A IA revela que o professor original criou uma máquina do tempo para recuperar o Pokémon Paradox e que a IA deve mantê-lo a todo custo. A IA insta o jogador a desligar a máquina do tempo para preservar a ecologia de Paldea, embora seja forçada por sua programação a lutar contra o jogador. Depois de inicialmente ser derrotado, os protocolos de segurança da IA deixam o jogador sem opção, exceto por seu Koraidon ou Miraidon para derrotar a própria IA. Isso faz com que a máquina do tempo falhe e a IA viaje para o tempo alternativo para permitir a destruição da máquina, pedindo desculpas a Arven pelo professor original negligenciá-lo quando criança antes de partir. Voltando à academia, Nemona, Clavell e Geeta organizam um torneio de batalha Pokémon entre professores e alunos. Após avaliar todos os Ginásios anteriores, o jogador sai vitorioso do torneio.

## Desenvolvimento
Pokémon Scarlet e Violet começaram o desenvolvimento no final de 2019, na época em que Pokémon Sword e Shield foram lançados. Toby Fox ajudou a compor algumas das músicas apresentadas nos jogos.

### Publicidade e lançamento
Os jogos foram anunciados como parte de um Pokémon Presents em 27 de fevereiro de 2022, por meio de um trailer parcialmente live-action. Ao longo do marketing de pré-lançamento dos jogos, vários vídeos no universo foram publicados pela The Pokémon Company, como uma armadilha fotográfica para revelar Grafaiai, um seminário na web para revelar Wiglett, uma transmissão ao vivo para revelar Bellibolt, e um pequeno trailer de imagens encontradas para revelar Greavard.
Em 1º de junho de 2022, um segundo trailer foi lançado, mostrando os dois Pokémon lendários da caixa junto com mais cenas de jogo, três novos Pokémon e novos personagens.
Em 3 de agosto de 2022, um terceiro trailer foi lançado junto com um trailer de visão geral durante um Pokémon Presents. Esses trailers revelaram dois novos Pokémon, o retorno de variantes regionais como apresentado com Paldean Wooper, o nome da região, uma nova mecânica de batalha conhecida como Fenômeno Terastal, além de outros detalhes.
Durante a cerimônia de encerramento do Campeonato Mundial de Pokémon de 2022 em 21 de agosto de 2022, foi lançado um novo trailer que apresentava um novo Pokémon, Cyclizar, bem como novos itens e habilidades para serem usados em jogos competitivos.
Um quarto trailer, lançado em 7 de setembro de 2022 e intitulado "Seek Your Treasure!", Detalhou as três histórias que o jogador pode vivenciar, bem como três novos Pokémon. Personagens como Mela, Brassius e Geeta também fizeram sua estreia no trailer.
Em 29 de setembro de 2022, o cantor Ed Sheeran lançou uma música intitulada "Celestial" em colaboração com a The Pokémon Company que apareceu em Pokémon Scarlet e Violet. A música de Ed Sheeran seria usada posteriormente nos jogos, depois que você vencer o jogo os créditos rolarão e ele tocará a música.
Em 6 de outubro de 2022, um trailer de 14 minutos foi lançado, destacando a jogabilidade única entre quatro jogadores diferentes, cada um seguindo um "caminho" diferente na história, assim como Farigiraf, a evolução de Girafarig.
Uma edição especial do modelo OLED do Nintendo Switch com arte temática foi lançada em 4 de novembro de 2022.
Em 11 de novembro de 2022, uma semana antes do lançamento dos jogos, um Splatfest com o tema dos três tipos iniciais foi realizado no Splatoon 3.
Pokémon Scarlet e Violet foram lançados mundialmente em 18 de novembro de 2022.
Em 1º de dezembro de 2022, a Nintendo se desculpou pelos problemas encontrados pelos jogadores e anunciou a atualização 1.1.0 que corrige alguns bugs.

## Conteúdo para download
Durante um Pokémon Presents em 27 de fevereiro de 2023, um pacote de conteúdo para download em duas partes intitulado The Hidden Treasure of Area Zero foi anunciado. O DLC virá em duas partes: The Teal Mask, com o Pokémon Lendário Ogerpon, com lançamento previsto para o outono de 2023, e The Indigo Disk, com o Pokémon Lendário Terapagos, com lançamento previsto para o inverno de 2023. Os DLCs apresentarão mais de 230 retornos Pokémon que não apareciam no jogo base.
Em The Teal Mask, o jogador embarca em uma viagem escolar organizada pela academia para a terra de Kitakami, que também coincidiria com um festival na vila, enquanto em The Indigo Disk, o jogador estudará na escola irmã da Naranja/Uva Academy, Blueberry Academy, como estudante de intercâmbio.

## Recepção

### Resposta de crítica
Scarlet e Violet receberam "críticas mistas ou médias", de acordo com o agregador de críticas Metacritic, tornando-os os jogos Pokémon da série principal com classificação mais baixa.
As publicações criticaram os jogos por sofrerem de falhas gráficas, bugs e baixo desempenho. Os gráficos também foram considerados sem brilho, com comparações com outros títulos do Nintendo Switch, como Xenoblade Chronicles 3. O escritor da Eurogamer, Oliver Mackenzie, chamou os jogos de "falhas técnicas abrangentes", criticando a baixa qualidade das texturas e os ambientes grosseiramente modelados. Devido aos problemas de desempenho, alguns jogadores começaram a solicitar o reembolso dos jogos logo após o lançamento, o que a Nintendo concedeu na maioria dos casos. A escritora de IGN, Rebekah Valentine acrescenta que o design inovador dos jogos é prejudicado pelas inúmeras maneiras pelas quais eles parecem profundamente inacabados.
O escritor da GameSpot, Jeff Dekker, considerou a não linearidade dos jogos como sua "força", enquanto a Nintendo Life descreveu a experiência como a captura da "magia real" dos primeiros jogos Pokémon Red e Blue. Este último também elogiou a história como "saudável" e oferecendo "momentos genuinamente ternos".

### Vendas
De acordo com a The Pokémon Company, Scarlet e Violet são os títulos mais pré-encomendados da história da série. Três dias após seu lançamento, os jogos venderam mais de 10 milhões de cópias em todo o mundo, incluindo 4,05 milhões apenas no Japão. O número de vendas foi o mais alto de qualquer software em qualquer plataforma Nintendo em três dias, e o melhor lançamento de qualquer jogo exclusivo de console na história. Os jogos foram os títulos de videogame mais vendidos de 2022 no Japão. Em 31 de dezembro de 2022, os jogos venderam 20,61 milhões de cópias.